# Khướu mỏ dẹt nâu vàng
Khướu mỏ dẹt nâu vàng (danh pháp khoa học Suthora fulvifrons) là một loài chim trong họ Paradoxornithidae hoặc trong phân họ Paradoxornithinae của họ Sylviidae.

## Phân loài
- S. f. fulvifrons (Hodgson, 1845): Trung và đông Himalaya.
- S. f. chayulensis Kinnear, 1940: Đông bắc Ấn Độ và đông nam Tây Tạng.
- S. f. albifacies Mayr & Birckhead, 1937: Bắc Myanmar và tây nam Trung Quốc
- S. f. cyanophrys David, 1874: Trung Trung Quốc.